# کیلیان رامه
کیلیان رامه (انگلیسی: Kylian Ramé؛ زادهٔ ۲۶ ژوئیهٔ ۱۹۹۷) بازیکن فوتبال اهل فرانسه است.